# Ryszard Czyż
Ryszard Grzegorz Czyż (ur. 19 grudnia 1939 w Częstochowie, zm. 20 lipca 2012 tamże) – polski polityk, poseł na Sejm PRL IX kadencji.

## Życiorys
Syn Jana i Stanisławy. Skończył technikum hutnicze w Częstochowie. W latach 1953–1959 należał do Związku Młodzieży Polskiej, a od 1959 do 1960 do Związku Młodzieży Wiejskiej. Działał też w Związku Młodzieży Socjalistycznej i w Kole Młodzieży Wojskowej. Był także przewodniczącym częstochowskiego koła Towarzystwa Przyjaźni Polsko-Radzieckiej. Od 1957 do 1959 był ślusarzem w Wytwórni Pomocy Naukowych i Zakładach Drzewnych, a także sprzedawcą w Powszechnym Domu Towarowym w Częstochowie. W maju 1961 został członkiem Polskiej Zjednoczonej Partii Robotniczej Od 1962 pracował (jako brygadzista, mistrz wsadu pieców, a następnie mistrz hali lejniczej) w Hucie im. B. Bieruta, gdzie był m.in. sekretarzem Komitetu Zakładowego PZPR w latach 1983–1984. W 1982 został absolwentem Międzywojewódzkiej Szkoły Partyjnej w Katowicach. Od 1984 do 1985 był instruktorem w Wydziale Polityczno-Organizacyjnym Komitetu Wojewódzkiego partii w Częstochowie. W latach 1985–1989 pełnił mandat posła na Sejm PRL IX kadencji w okręgu Częstochowa. Zasiadał w Komisji Przemysłu, Komisji Spraw Samorządowych, Komisji Nadzwyczajnej do rozpatrzenia projektów ustaw związanych z realizacją drugiego etapu reformy gospodarczej, Komisji Nadzwyczajnej do kontroli wdrażania programu realizacyjnego drugiego etapu reformy gospodarczej, Komisji Nadzwyczajnej do rozpatrzenia projektu ustawy o zmianie ustawy Ordynacja wyborcza do rad narodowych oraz w Komisji Nadzwyczajnej do rozpatrzenia projektu ustawy Prawo o stowarzyszeniach oraz projektów ustaw dotyczących związków zawodowych.
Pochowany na Cmentarzu Kule w Częstochowie.

## Odznaczenia
- Złoty Krzyż Zasługi
- Srebrny Krzyż Zasługi
- Medal 40-lecia Polski Ludowej